# フランク・西ゴート戦争
フランク・西ゴート戦争では、492年から508年にかけて、クローヴィス1世率いるフランク王国とアラリック2世率いる西ゴート王国が衝突した一連の戦争について述べる。なおこの戦争には、ブルグント王国や東ゴート王国、東ローマ帝国も関与している。大きく第一次（492年-496年）と第二次（507年-508年）にわかれており、フランク王国が南フランスのほとんどを併合した著名なヴイエの戦いは第二次戦争の戦闘である。

## 背景
486年、フランク王クローヴィス1世はソワソンの戦いでガリアのローマ人勢力（ソワソン管区）を撃破し、敵将シアグリウスは西ゴートのアラリック2世の宮廷へ亡命した。おそらく487年、クロヴィス1世はヴェルダンやパリなど抵抗を続ける土地を蹂躙し、都市を包囲しつつ、西ゴート王国に最後通告を送った。すなわち、シアグリウスを引き渡すか、戦争に訴えるかという選択を迫ったのである。フランク人との戦争に気乗りしなかったアラリック2世はシアグリウスを手放した。クロヴィス1世は、送られてきたシアグリウスを直ちに処刑した。

## 第一次フランク・西ゴート戦争 (492年–496年)

### フランク王国の攻勢
491年までに、クロヴィス1世はかつてのローマ領の支配を固め、次の目標としてアラリック2世との戦争を目指し始めた。そして、西ゴート王国領の最北端であるナントを包囲した。ナントは60日間にわたって耐え続け、これに感銘を受けたフランク軍の将軍キロはカトリックに改宗した。この段階でもアラリック2世はクロヴィス1世と衝突するのを嫌がり、支配下のポワチエやサント、ボルドーを包囲されるに任せた。この過程で、西ゴートの有力貴族であったボルドーのスアトリウス公が捕虜になった。クロヴィス1世はボルドーからの帰路で、トゥールも占領した可能性がある。

### 西ゴート王国の反撃
496年、フランク人はトルビアックの戦いでアレマン人と衝突し、勝利したものの自身も大打撃をこうむった。同時に国内でも混乱が起きたとみられている。この隙をついて、アラリック2世はすみやかにボルドー、サント、ポワチエを奪回した（トゥールが以前奪われていたとすれば、これも西ゴート王国のもとに戻った）。こうして戦争はほとんどふりだしに戻ったが、ナントはアルモリカ人の手に落ちたとみられている。

## ブルグント内戦 (500年–501年)

### フランク王国の介入
ブルグント王グンドバトの兄弟のゴデギセルは、グンドバトから王位を奪おうとして、義兄弟のクロヴィス1世に毎年の貢納と領土割譲を約束して味方に引き入れた。これを受け、500年にフランク軍がブルグント王国に侵攻した。グンドバトはゴデギセルに支援を求め、兄弟そろって侵入者の撃退に向かった。3つの軍がディジョンで衝突したとき、グンドバトは自身の軍がフランク軍だけでなくゴデギセル軍からも攻撃されているのに気づき、アヴィニョンに逃げた。勝利したゴデギセルはヴィエンヌに戻って王位を手に入れたが、クロヴィス1世はこれで満足せず、進軍を続けてアヴィニョンを包囲した。長きにわたる包囲戦の末、アヴィニョン市のローマ人の行政長官で将軍でもあったアリディウスがクロヴィス1世を説得し、アヴィニョンは占領されずに済んだ。クロヴィス1世はグンドバトにも毎年の貢納を約束させて和議を結び、フランク王国に帰っていった。

### 西ゴート王国の介入
501年、現状に不満を募らせたグンドバトは、フランク王国への貢納を止めてアラリック2世と同盟し、西ゴート軍の支援を得てゴデギセルのいるヴィエンヌを包囲した。ヴィエンヌは陥落し、グンドバトはゴデギセルと彼を支持するブルグント人たちを処刑して、王位を取り戻した。そしてグンドバトはフランク人捕虜とアヴィニョンを西ゴート王国に差し出し、フランク王国との対決に備えることにした。一方のアラリック2世はアンボワーズ村近くでクロヴィス1世と会見し、フランク人捕虜を解放するのと引き換えに、クロヴィス1世がまだ占領していた西ゴート領すべてを回復した。

## 第二次フランク・西ゴート戦争 (507年–508年)

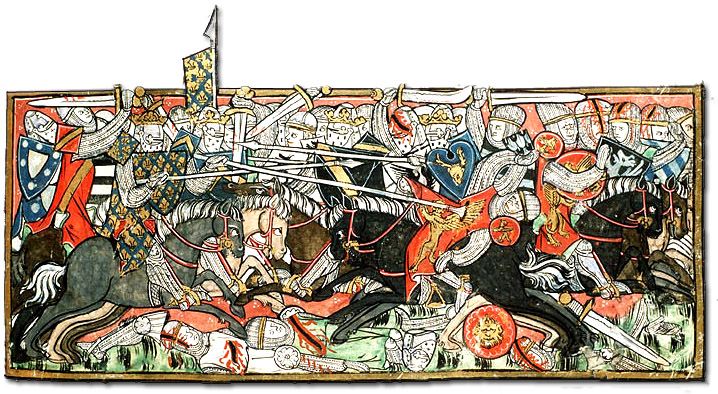
西ゴート人と戦うクロヴィス1世

### ヴイエの戦い
503年ごろにアルモリカ人と同盟を結び、国内の大貴族の支持も得たクロヴィス1世は、507年にアクィタニア平定に向けて動き出した。彼が軍勢に略奪を禁じたことから分かるように、この遠征は単なる侵略ではなく西ゴート人からの解放と編入を意図したものであった。ナントからポワチエへ向かう道中で、フランク軍は西ゴート軍の襲撃を受けた。アラリック2世はクロヴィス1世が国内カトリック諸侯の支持を固めていることを理解しており、彼らが王のもとに集結する前にクロヴィス1世を叩こうと考えていた。このヴイエの戦いはフランク軍の大勝利に終わった。西ゴート軍の中核は撃滅され、アラリック2世も戦死した。クロヴィス1世との一騎打ちによる死だったとも言われている。

### 東方での戦闘
クロヴィス1世は息子テウデリク（1世）に別動隊を与え、独自行動をとらせた。テウデリク軍はクレルモンからロデーズへ進み、最終的にアルビまで至った。この間、ブルグント王国のグンドバトは敵だったフランク王国と和解して手を組み、テウデリク軍の支援を得てアルルを攻撃したが、包囲が長引くうちに東ゴート王国の横やりをうけて大損害を出し、撤退した。

### 西方での戦闘
507年末までにクロヴィス1世はボルドーを占領し、ここで冬を越した。翌年、彼は西ゴート王国の首都トゥールーズを占領し、王の宝物を手に入れた。西ゴート宮廷はナルボンヌに逃れた。クロヴィス1世はこれも奪おうとしたが、ナルボンヌは山がちの地形に守られ堅牢だったので諦めた。代わりにトゥールーズとナルボンヌの間にあるカルカソンヌを包囲したが、これも失敗に終わった。東ゴート軍が現れてフランク軍を追い払ったからである。敗れたクロヴィス1世とフランク軍は、返す刀で当初無視していたアングレームを攻略した。東ゴート王国にこれ以上侵入されるのを避けるため、クロヴィス1世は占領した都市に多数の守備兵を置いた。